# Dolmen de la Joselière
Le dolmen de la Joselière, appelé aussi dolmen du Pissot, est un ensemble mégalithique, situé à Pornic, dans le département de la Loire-Atlantique, en France. Le cairn est situé sur la côte, à une centaine de mètres de la mer, près du lieu-dit de la Birochère et de la plage de la Joselière, non loin du dolmen du Pré d'Air et de l'allée couverte de la Boutinardière.

## Historique
La première mention connue du monument est celle faite par W. C. Lukis qui en dresse le plan en 1868. Pitre de Lisle du Dreneuc le décrit dans son Dictionnaire en 1882 et Glyn Daniel le cite explicitement en 1939 comme exemple de tombe transeptée. L'édifice a fait l'objet d'une fouille de sauvegarde et d'une restauration en 1984-1985.

## Protection

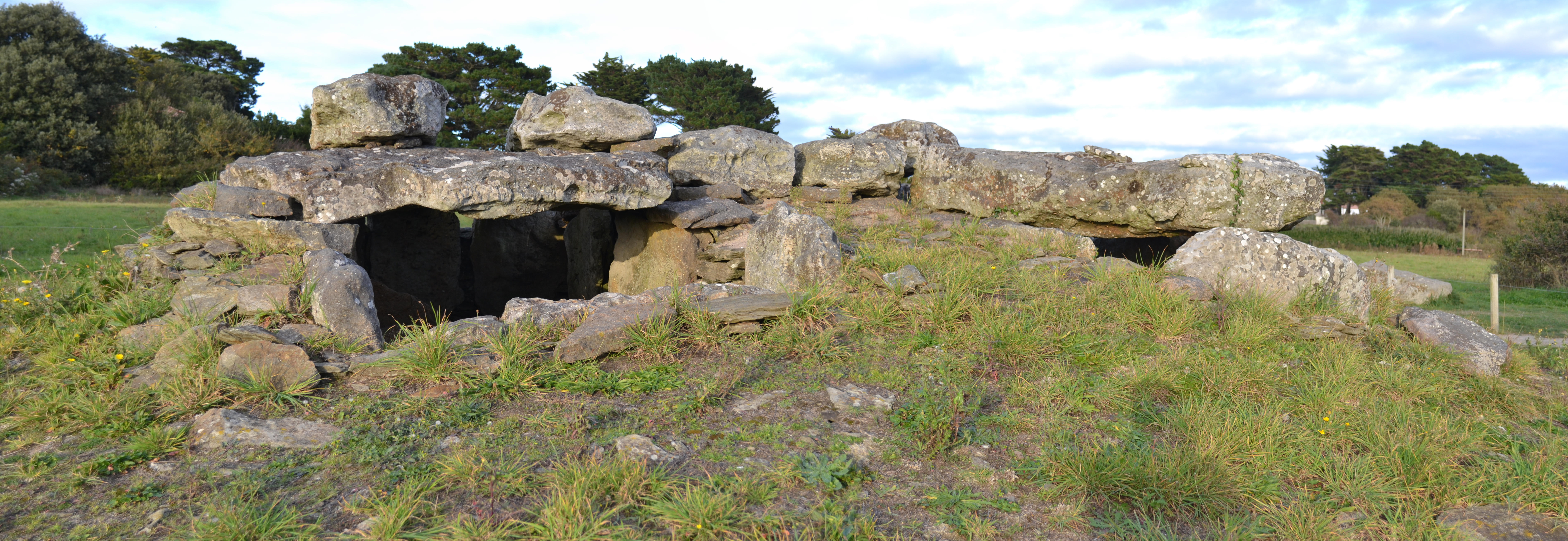
Vue sud du tertre

L'édifice est classé à l'inventaire des monuments historiques depuis 1978. 

## Caractéristiques
De façon assez inhabituelle pour les sites mégalithiques de la région, le cairn est de forme plus ou moins carrée, d'environ 13 à 14 mètres de côté, pour une hauteur maximale de 1,50 mètre au centre du tumulus. Les fouilles de sauvegarde ont permis de constater que la structure du cairn avait été bouleversée par différents remblais modernes. Seules les parties nord-ouest et nord-est (près de l'entrée) semblent avoir été épargnées. Les murs de façade sont rectilignes. Une pierre gravée de cupules a été retrouvée dans l'angle nord-est près de l’entrée, elle avait été réutilisée dans la structure dès la construction du cairn.

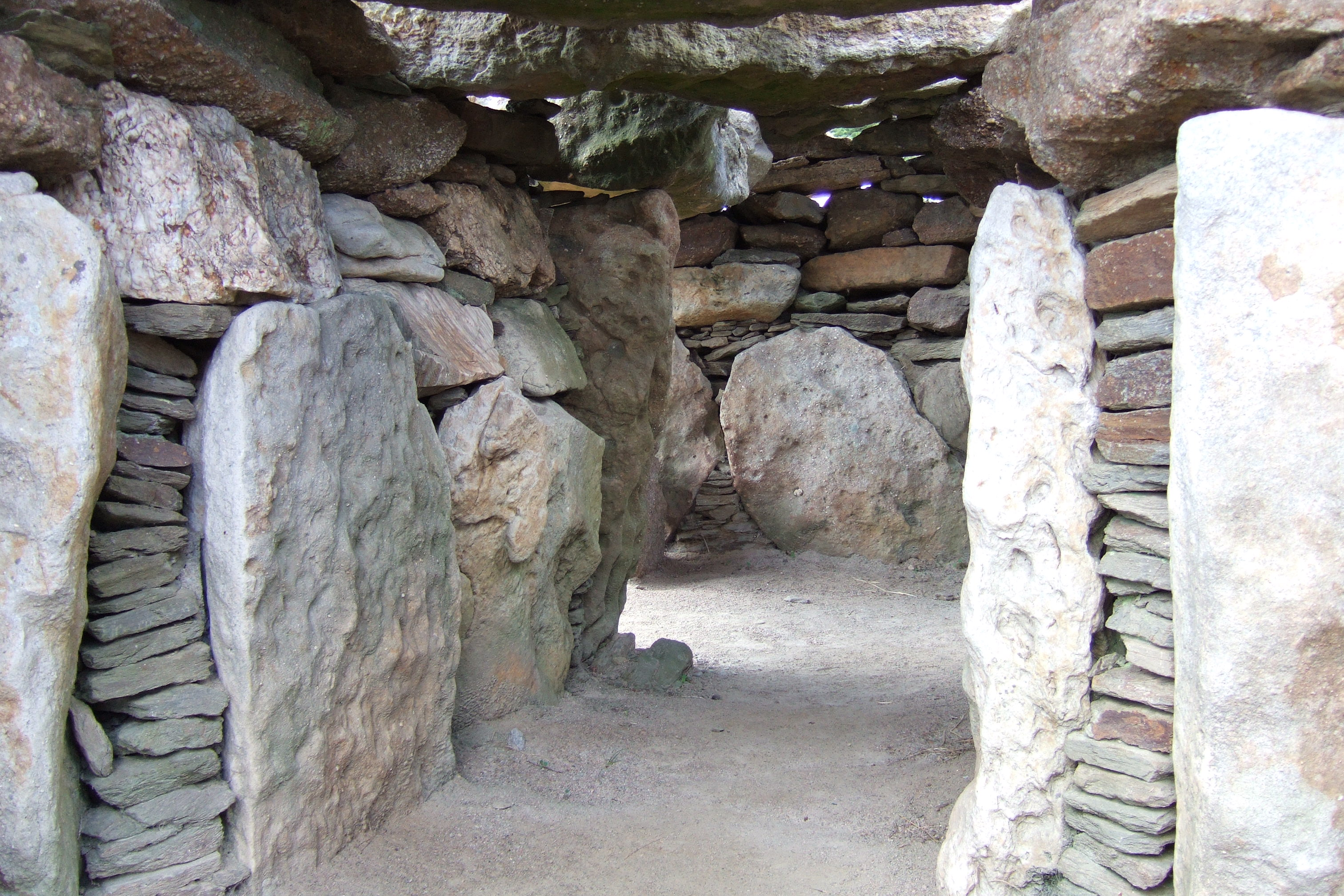
Allée et chambre terminale

L'édifice est du type tombe transeptée : un couloir de 7,50 mètres de long, dont l'entrée est orientée au sud-est, dessert deux chambres latérales (Sud et Est) rectangulaires perpendiculaires à cet axe et aboutit à un espace terminal qui peut être considéré, soit comme une grande et unique chambre terminale (6 mètres par 1,75 mètre), soit comme deux chambres terminales (Ouest et Nord) réunies par l'extrémité du couloir.
Les deux chambres latérales sont de taille similaires (2,6 m de long pour 1,9 m de large) soit environ 5 m². Le mobilier funéraire qui y a été retrouvé était composé de trois perles en variscite et séricite, de deux pointes de flèches en silex, de plusieurs outils en silex (blond et gris), de divers éclats en quartzite et de fragments de poterie.
Les deux chambres terminales sont un peu plus petites (2,2 m de long pour 1,6 m de large) soit environ 3,5 m². Leur état avant restauration laisse supposer qu'elles avaient été vidées de leur contenu antérieurement mais les fouilles de sauvegarde ont permis d'y retrouver (chambre Ouest) une lamelle en silex blond, un éclat de silex blanc et un tesson de vase.
L'ensemble de ce  mobilier funéraire recueilli atteste d'une occupation au IVe millénaire à la même période que le tumulus de Dissignac et celui des Mousseaux. Une réoccupation au Néolithique final n'est pas exclue pour autant.